# Dolok Sinumbah
Dolok Sinumbah is een bestuurslaag in het regentschap Simalungun van de provincie Noord-Sumatra, Indonesië. Dolok Sinumbah telt 2697 inwoners (volkstelling 2010).